# 2010
Il 2010 (MMX in numeri romani) è un anno  del XXI secolo.
È stato dichiarato dalle Nazioni Unite Anno Internazionale della biodiversità e proclamato dal Parlamento europeo Anno della lotta alla povertà e all'esclusione sociale. 

## Eventi

### Gennaio
- 1º gennaio
  - La Spagna assume la presidenza di turno dell'Unione europea.
  - In Pakistan un attentatore suicida uccide 95 persone durante una partita di pallavolo.
  - In Brasile muoiono almeno 29 persone per le inondazioni causate dalle forti piogge.
- 4 gennaio – a Dubai viene inaugurato il Burj Khalifa, il grattacielo più alto del mondo.
- 7 gennaio – Egitto: un attacco ai cristiani provoca 9 morti; per il governo egiziano è una vendetta per uno stupro.
- 8 gennaio – il bus della nazionale di calcio del Togo è stato assalito da alcuni terroristi provocando 4 morti alla frontiera tra Congo e Angola, paese che ospita la Coppa d'Africa 2010.
- 10 gennaio – secondo turno delle elezioni presidenziali in Croazia
- 12 gennaio – alle 16:53 (ora locale) un terremoto a Haiti di magnitudo 7,0 {\displaystyle M_{\mathrm {w} }} causa oltre 200 000 vittime (stime governative al 2 febbraio). Per l'ONU sono colpite dal sisma, direttamente o indirettamente, quasi 3 milioni di persone.
- 17 gennaio – primo turno delle elezioni presidenziali in Ucraina
- 24 gennaio - un aereo Tupolev Tu-154 precipita. 170 sopravvissuti (su 170 occupanti) e 46 feriti
- 25 gennaio
  - Baghdad, tre autobombe provocano almeno 36 morti e 71 feriti.
  - Libano, un aereo proveniente dall'Etiopia con 90 persone a bordo precipita in mare; nessun sopravvissuto.
- 26 gennaio – Baghdad: un attentatore suicida con un'autobomba uccide almeno 17 persone e ne ferisce altre 80 vicino a un edificio del Ministero dell'Interno iracheno.
- 27 gennaio
  - Machu Picchu, Perù: fortissime piogge causano l'esondazione di fiumi e lo spostamento di enormi masse di fango che uccidono almeno 20 persone.
  - Apple presenta l'iPad per la prima volta.

### Febbraio
- 7 febbraio – secondo turno delle elezioni presidenziali in Ucraina.
- 9 febbraio – una serie di valanghe si abbattono sulla statale che collega Kabul alla provincia Baghlan, in Afghanistan. Oltre 2 000 persone bloccate a 3 400 m di quota e circa 150 morti.
- 11 febbraio – la Romania entra a far parte del progetto CERN.
- 15 febbraio
  - La Libia chiude le frontiere per i residenti dei paesi aderenti agli Accordi di Schengen, probabilmente come rappresaglia per alcune decisioni della Svizzera, entrata nell'area Schengen nel 2008.
  - A Halle, in Belgio, uno scontro frontale tra due treni passeggeri provoca 18 morti e oltre 160 feriti.
- 21 febbraio – piogge torrenziali e smottamenti devastano l'isola portoghese di Madera, provocando oltre 42 vittime, 120 feriti e 250 senzatetto.
- 23 febbraio – degli ignoti versano milioni di litri di idrocarburi nel fiume Lambro causando un disastro ambientale che ha coinvolto la valle del fiume stesso e del Po, in Lombardia ed Emilia-Romagna.
- 27 febbraio – un terremoto di magnitudo 8,8{\displaystyle M_{\mathrm {w} }} colpisce il Cile e tutto il Pacifico meridionale.
- 28 febbraio – la tempesta Xynthia colpisce l'Europa sud-occidentale per poi arrivare in Francia e Germania. La Francia proclama lo stato di disastro naturale, contando 53 vittime.

### Marzo
- 3 marzo – Ba'quba, Iraq: tre kamikaze si fanno esplodere contro l'ufficio della prefettura, una caserma della polizia e il pronto soccorso di un ospedale, causando 30 morti e 50 feriti.
- 8 marzo
  - Un terremoto di magnitudo 5,9 colpisce la provincia di Elâzığ in Turchia; le vittime sono 42.
  - In Nigeria scontri religiosi causano circa 500 morti.
- 16 marzo – le tombe di Kasubi, uno dei tre patrimoni dell'umanità che si trovano in Uganda, sono distrutte da un incendio.
- 17 marzo - Potenza: durante dei lavori di restauro nella chiesa della Santissima Trinità viene rinvenuto nel sottotetto il cadavere mummificato di Elisa Claps, una giovane ragazza di 16 anni scomparsa nella medesima città il 12 settembre 1993.
- 26 marzo – Mar Giallo: una corvetta militare della Corea del Sud affonda in seguito a una violenta esplosione. Secondo un'inchiesta congiunta multinazionale, la causa sarebbe un siluro lanciato dalla Corea del Nord, che rigetta le accuse e inasprisce i rapporti diplomatici con la Corea del Sud.
- 27 marzo – la Libia revoca il blocco dei visti per i residenti dei paesi aderenti agli Accordi di Schengen. La decisione è stata presa dopo l'annuncio da parte della presidenza dell'UE di aver cancellato le restrizioni ai visti di tutti i 188 libici che erano stati inseriti nella black list della Svizzera.
- 28-29 marzo – si svolgono le elezioni regionali in Italia, interessanti 13 regioni a statuto ordinario.
- 29 marzo – a Mosca, capitale della Russia, si svolgono due attacchi terroristici nelle stazioni della metropolitana che causano 40 morti e oltre 100 feriti. Quattro mesi più tardi l'attentato viene rivendicato dai guerriglieri separatisti ceceni.

### Aprile
- 7 aprile – Il presidente del Kirghizistan Kurmanbek Bakiyev fugge dal Paese durante le violente rivolte antigovernative nella capitale Bishkek.
- 8 aprile – rinnovo dell'accordo START II sul disarmo nucleare, scaduto a dicembre, da parte di Stati Uniti d'America e Russia. Fissata una diminuzione ulteriore del 30% degli ordigni atomici.
- 10 aprile – Smolensk: in un incidente aereo muore il Presidente della Polonia Lech Kaczyński con la moglie, il capo di stato maggiore polacco Franciszek Gagor, il viceministro degli esteri, il governatore della banca centrale, l'ex presidente Ryszard Kaczorowski, alcuni deputati, il candidato conservatore alle prossime presidenziali Przemysław Gosiewski e diversi esponenti di primo piano dell'esercito polacco. Nessun sopravvissuto dei 94 passeggeri.
- 14 aprile – un sisma di 6,9 gradi della scala Richter causa quasi 3 000 vittime nella regione del Qinghai, in Cina. Si tratta del quarto terremoto devastante dell'anno.
- 15-22 aprile – l'eruzione del vulcano islandese Eyjafjallajökull causa gravi disagi al traffico aereo europeo con la chiusura dello spazio aereo di gran parte dell'Europa, specialmente quella centrale.
- 20 aprile – Golfo del Messico: l'incendio e l'inabissamento della piattaforma petrolifera Deepwater Horizon causa 11 morti e un gigantesco sversamento di petrolio, risultando il disastro ambientale più grave della storia americana.
- 23 aprile – Lubiana è Capitale mondiale del libro per un anno.

### Maggio
- 1º maggio – A Shanghai (Cina) inizia l'Expo 2010.
- 6 maggio –  nel Regno Unito si svolgono le elezioni generali.
- 8 maggio – in Siberia esplode una miniera a causa di una fuga di gas metano. Le vittime sono più di 100.
- 9 maggio – Bruxelles: la commissione Ecofin decide la creazione di un fondo di 500 miliardi di euro, a cui si sommerebbero circa 200 miliardi dal Fondo monetario internazionale, per evitare che la crisi economica della Grecia si estenda ad altri paesi adottanti l'euro e per combattere le speculazioni che avevano fatto calare notevolmente il valore dell'Euro nelle settimane precedenti.
- 10 maggio – in Iraq diversi attentati uccidono 119 persone.
- 11 maggio – David Cameron viene nominato primo ministro del Regno Unito, succedendo a Gordon Brown.
- 12 maggio – un aereo della Afriqiyah Airways proveniente dal Sudafrica precipita per cause sconosciute poco prima dell'atterraggio all'Aeroporto di Tripoli. Un solo sopravvissuto delle 104 persone a bordo, per lo più olandesi.
- 14 maggio – Bangkok: dopo due mesi si conclude la serie di proteste di piazza, sfociate anche in scontri con l'esercito, delle "Camicie rosse" che si rifiutavano di riconoscere come legittimo il governo thailandese presieduto da Abhisit Vejjajiva, chiedendo invece nuove elezioni. Il bilancio finale è di decine di morti e centinaia di feriti.
- 17 maggio – Portogallo: il presidente della Repubblica Aníbal Cavaco Silva, dopo aver annunciato che si sarebbe avvalso del diritto di veto, cambia opinione e firma la legge che regolarizza il matrimonio tra persone dello stesso sesso approvata dal Parlamento portoghese l'8 gennaio.
- 21 maggio – dagli Stati Uniti d'America arriva la notizia che un gruppo di scienziati guidati da Craig Venter avrebbe creato la prima forma di vita sintetica.
- 22 maggio
  - Vicino a Mangalore, in India, si schianta un volo dell'Air India Express. Ci sono 158 vittime e 8 sopravvissuti.
- 29 maggio – la Germania vince l'Eurovision Song Contest, ospitato a Oslo, Norvegia.
- 31 maggio
  - Una flottiglia di attivisti pro-palestinesi, provenienti da varie nazioni e trasportante aiuti umanitari e altre merci, tenta di violare il blocco di Gaza ed è intercettata e abbordata da forze navali israeliane nelle acque internazionali del Mar Mediterraneo, dopo aver rifiutato di fermarsi per essere scortata in un porto israeliano. Nell'abbordaggio perdono la vita otto attivisti turchi e uno statunitense, svariati i feriti, sia tra gli attivisti sia tra i soldati israeliani.
  - Canada: il paese è colpito da una serie di incendi che distruggono migliaia di ettari di bosco.

### Giugno
- 9 giugno – nei Paesi Bassi si svolgono le elezioni legislative.
- 12 giugno – in Slovacchia si svolgono le elezioni parlamentari.
- 20 giugno – primo turno delle elezioni presidenziali in Polonia.
- 25-26 giugno – a Huntsville (in Canada) si svolge il 36º summit del G8.
- 26-27 giugno – a Toronto (in Canada) si svolge il G20.

### Luglio
- 1º luglio – il Belgio assume la presidenza di turno dell'Unione europea.
- 4 luglio – secondo turno delle elezioni presidenziali in Polonia.
- 22 luglio – la corte internazionale dell'Aia dichiara la legittima indipendenza del Kosovo dalla Serbia.
- 24 luglio – Duisburg, Germania: durante la LoveParade muoiono 21 persone durante una calca venutasi a creare in un tunnel.
- 30 luglio – Russia: inizia una serie di vasti incendi che nelle settimane successive provoca oltre 52 vittime. La capitale Mosca viene più volte invasa da una nube di fumo. A rischio alcune centrali nucleari e l'area contaminata di Černobyl'.

### Agosto
- Dal 30 luglio e per buona parte del mese di agosto un'eccezionale ondata di maltempo innesca inondazioni e alluvioni nella regione di Peshawar, nel Nord-ovest del Pakistan, provocando 1 600 vittime, migliaia di dispersi e milioni di sfollati. Interessate dalla tragedia 14 milioni di persone; vittime delle alluvioni anche in India e Cina.
- 4 agosto – la British Petroleum annuncia il successo dell'operazione "Static Kill", finalizzata a richiudere a 106 giorni dall'esplosione della piattaforma Deepwater Horizon il pozzo di petrolio sottomarino che ha originato la marea nera nel Golfo del Messico.
- 5 agosto – Copiapó, Cile: crollano delle gallerie nella miniera di San José. Non ci sono vittime, ma 33 minatori rimangono intrappolati a 700 metri di profondità. Verranno liberati il 13 ottobre.
- 10 agosto – l'Organizzazione mondiale della sanità dichiara terminata la pandemia di influenza H1N1, affermando che l'attività influenzale in tutto il mondo è tornata al tipico andamento stagionale.
- 20 agosto – si completa con dieci giorni di anticipo il previsto ritiro dei soldati USA dall'Iraq che pone fine a sette anni e mezzo di guerra. 50 000 militari statunitensi restano nel paese solo per attività di addestramento dell'esercito iracheno.
- 21 agosto – in Australia si tengono le elezioni parlamentari; Julia Gillard del Partito Laburista Australiano diviene Primo ministro.
- 24 agosto – Mogadiscio, Somalia: un assalto di terroristi islamici a un hotel provoca 32 morti, tra cui anche alcuni parlamentari.

### Settembre
- 3 settembre – il volo UPS Airlines 6 si schianta vicino a Dubai dopo che un incendio aveva portato del fumo in cabina incapacitando i piloti a leggere gli strumenti. Morirono i due piloti.
- 5 settembre – l'associazione terrorista ETA annuncia, attraverso un video diffuso dalla BBC, il cessate il fuoco.
- 19 settembre – in Svezia si svolgono le elezioni legislative.
- 28 settembre – un'ondata di forte maltempo si abbatte su Oaxaca, uno dei 31 Stati che compongono il Messico; le piogge torrenziali provocano una frana che uccide sette persone mentre altre cento risultano disperse.

### Ottobre
- 3 ottobre – la Germania finisce di pagare i debiti di guerra imposti dal trattato di Versailles in occasione del ventesimo anniversario della riunificazione tedesca.
- 6 ottobre – viene pubblicata la prima versione di Instagram.
- 10 ottobre – dopo vari referendum di riforma amministrativa tenutisi nei territori, le Antille Olandesi cessano di esistere come entità unitaria.
- 25 ottobre – un terremoto di 7,7 gradi sulla scala Richter colpisce le Isole Mentawai, arcipelago a sud di Sumatra in Indonesia, innescando un maremoto che causa la distruzione di almeno 10 villaggi e 451 morti.
- 26 ottobre – a poche ore dallo tsunami inizia una serie di eruzioni del vulcano Merapi sull'isola di Giava che provocano oltre 300 morti e 200 000 sfollati.
- 31 ottobre
  - Baghdad, Iraq: attentato da parte di Al-Qaida contro una chiesa siro-cattolica durante la messa domenicale: 57 morti; alcuni fedeli presi in ostaggio.
  - In Brasile viene eletta presidente Dilma Rousseff; si tratta della prima presidente donna nella storia del paese. Entrerà in carica nel gennaio 2011.

### Novembre
- 11-12 novembre – a Seul (Corea del Sud) si svolge il G20.
- 13 novembre – dopo 15 anni di detenzione (sette passati agli arresti domiciliari) viene liberata la dissidente birmana e Premio Nobel per la pace Aung San Suu Kyi.
- 28 novembre – il sito WikiLeaks rilascia oltre 251 000 documenti diplomatici del Dipartimento di Stato degli Stati Uniti d'America, inclusi oltre 100 000 documenti contrassegnati come "segreti" o "confidenziali".

### Dicembre
- 17 dicembre – Tunisia: Mohamed Bouazizi, un giovane ambulante, si dà fuoco davanti al palazzo del Governatorato di Sidi Bouzid per denunciare i soprusi delle autorità tunisine che volevano revocargli la licenza. L'episodio è considerato l'inizio della primavera araba, un insieme di movimenti popolari che portarono alla fuga del dittatore Ben Ali e si svilupparono in diverse nazioni arabe.
- 18 dicembre – il Santuario di San Donato di Ripacandida diventa monumento nazionale.
- 19 dicembre – elezioni presidenziali in Bielorussia.
- 25 dicembre – viene ucciso in un raid dell'esercito colombiano il boss del narcotraffico Pedro Oliveiro Guerrero, ricercato in campo internazionale per droga e in Colombia per il suo coinvolgimento in 2 000-3 000 omicidi avvenuti durante la guerra civile.[1]

## Sport
- 7 febbraio: al Sun Life Stadium di Miami Gardens in Florida i New Orleans Saints, battendo 31 – 17 gli Indianapolis Colts, vincono il Super Bowl XLIV.
- 6 febbraio – 20 marzo: la Nazionale di rugby a 15 della Francia vince il Sei Nazioni 2010, conquistando il Grande Slam.
- 12-28 febbraio: a Vancouver, in Canada, si tengono i XXI Giochi olimpici invernali.
- 12-21 marzo: a Vancouver, in Canada, si svolgono le Paraolimpiadi invernali.
- 20-25 marzo: si svolge in Valle d'Aosta (Italia) la 1ª edizione dei Giochi mondiali militari invernali.
- 28 marzo: all'University of Phoenix Stadium di Glendale, in Arizona, ha luogo la 26ª edizione di WrestleMania: nel main event The Undertaker sconfigge Shawn Michaels, portando la sua streak sul 18-0 e costringendo HBK al ritiro.
- 11 maggio: a Londra, in Inghilterra, in occasione del World Football Gala 2010 dell'International Federation of Football History & Statistics, vengono premiati il Real Madrid (Spagna), il Peñarol (Uruguay), il Saprissa (Costa Rica), il Asante Kotoko (Ghana), il Al-Hilal (Arabia Saudita) e il South Melbourne (Australia) quali migliori club del XX secolo a livello confederale.
- 22 maggio: a Madrid l'Inter diventa Campione d'Europa di calcio battendo 2-0 il Bayern Monaco. Avendo conquistato anche la Coppa Italia e lo Scudetto, diviene la prima e unica squadra italiana a centrare il triplete[2]
- 27 maggio – 15 luglio: a Las Vegas si disputa il World Series of Poker presso il Rio Casino.
- 30 maggio: Ivan Basso vince il 93º Giro d'Italia.
- 5 giugno: a Parigi, Francesca Schiavone è la prima italiana a vincere un torneo del Grande Slam.
- 11 giugno – 11 luglio: in Sudafrica si disputa il 19º Campionato mondiale di calcio: vince la Spagna battendo in finale i Paesi Bassi per 1-0.
- 3 luglio – 25 luglio: a Rotterdam parte il Tour de France 2010 che finirà sull'Avenue des Champs-Élysées a Parigi. Vince Alberto Contador, successivamente squalificato per doping. La vittoria è quindi andata al lussemburghese Andy Schleck.
- 17 luglio – 22 luglio: a Lipsia, in Germania, si disputa il Campionato europeo di scherma.
- 26 luglio – 1º agosto: a Barcellona si disputano i XX Campionati europei di atletica leggera presso lo Stadio olimpico Lluís Companys.
- 4 agosto – 15 agosto: a Budapest, in Ungheria si disputano i XXX Campionati europei di nuoto.
- 14 agosto – 26 agosto: a Singapore si disputano I Giochi olimpici giovanili estivi.
- 18 agosto: a Porto Alegre, l'Internacional vince la Coppa Libertadores 2010 battendo per 3-2 il Chivas Guadalajara.
- 27 agosto: l'Atlético Madrid vince la Supercoppa UEFA battendo per 2-0 l'Inter.
- 19 settembre: Vincenzo Nibali vince la Vuelta a España 2010.
- 24 settembre – 10 ottobre: in Italia si disputano i Mondiali maschili di pallavolo.
- 29 settembre – 3 ottobre: a Melbourne e Geelong si disputano i Campionati del mondo di ciclismo su strada.
- 1º ottobre – 3 ottobre: a Newport, in Galles, si disputa la Ryder Cup 2010 di golf.
- 3 ottobre:
  - Ad Homestead-Miami Dario Franchitti vince il suo terzo titolo USAC/IRL, diventando il secondo britannico della storia dopo Jackie Stewart a vincere tre titoli in una serie di massima serie a ruote scoperte fra USAC/IRL, Formula 1 e CART/Champ Car dal 1902 a oggi.
  - Sébastien Loeb vincendo il Rally d'Alsazia, vince il suo settimo titolo mondiale consecutivo nel rally con due gare d'anticipo.
- 10 ottobre: Jorge Lorenzo si laurea campione del mondo della MotoGP a Sepang.
- 29 ottobre – 14 novembre: in Giappone si disputano i Mondiali femminili di pallavolo.
- 4 novembre – 13 novembre: in Francia si disputano i campionati mondiali di scherma.
- 14 novembre: ad Abu Dhabi Sebastian Vettel si laurea campione del mondo di Formula 1
- 18 dicembre: ad Abu Dhabi l'Inter diventa Campione del mondo di calcio dopo aver battuto per 3 a 0 il Tout Puissant Mazembe.

## Scienza e tecnologia
- Il Protocollo di Kyoto dovrebbe ridurre le emissioni di anidride carbonica entro quest'anno ai valori dichiarati.
- Entro questo anno le Parti della Convenzione sulla diversità biologica dovrebbero avere ridotto significativamente il tasso di perdita di biodiversità sul pianeta.
- Per la classificazione delle ricerche in matematica si inizia ad abbandonare lo schema di classificazione MSC2000 per adottare la sua versione aggiornata MSC2010.
- 8 luglio: si svolge il primo volo di 24 ore di un aeroplano a energia solare della Solar Impulse.
- A Hyderabad, in India, si tiene il congresso internazionale dei matematici che assegna la Medaglia Fields. Il premio va a Elon Lindenstrauss, Ngô Bảo Châu, Stanislav Smirnov e Cédric Villani.
- 2 dicembre: in una conferenza stampa la NASA rivela la presenza di un batterio, in un lago della California, che riesce a vivere in condizioni molto diverse del resto degli esseri viventi terrestri conosciuti.

### Astronomia
- 3 giugno: un corpo minore di piccole dimensioni impatta sul pianeta Giove. L'evento è osservato e ripreso in diretta da due astrofili: Anthony Wesley (dall'Australia) e Christopher Go (dalle Filippine).
- 18 luglio: gli scienziati dell'Agenzia spaziale europea scoprono un buco nero di dimensioni dieci volte superiore al Sole.
- 22 luglio: viene scoperta la stella più massiccia mai osservata fino a oggi: ha una massa che è 300 volte quella del Sole ed è 10 milioni di volte più luminosa.
- 25 agosto: gli astronomi dell'ESO scoprono un sistema extrasolare contenente almeno cinque pianeti ruotanti attorno alla stella HD 10180. Il sistema si trova nella Costellazione dell'Idra Maschio, a 127 anni luce dalla Terra[3].
- 29 settembre: viene scoperto Gliese 581 g, un pianeta extrasolare che ha caratteristiche molto simili alla Terra e che quindi potrebbe ospitare forme di vita[4].
- 4 novembre: la sonda Deep Impact (Missione EPOXI) della NASA sorvola la Cometa Hartley 2.
- 15 novembre: viene scoperto il buco nero più giovane dell'Universo. Si trova a una distanza di circa 50 milioni di anni luce e ha solo 30 anni di età[5].

## Nati
- 20 gennaio - Indica Watson, attrice britannica
- 8 febbraio - Ella Stiner, nuotatrice artistica israeliana
- 9 febbraio - Chloe Covell, skater australiana
- 12 febbraio - Zoé Clauzure, cantante francese
- 18 febbraio - Da'vian Kimbrough, calciatore statunitense
- 1º marzo - Tychon Černjajev, scacchista ucraino
- 10 marzo - Ryan Kiera Armstrong, attrice statunitense
- 12 maggio - Arisa Trew, skater australiana
- 26 maggio - Huang Jianjie, tuffatore cinese
- 12 giugno - Stylianos Koukouselis Fouskis, nuotatore artistico greco
- 12 luglio - Federico Ielapi, attore italiano
- 1º agosto - Jude Hill, attore britannico
- 31 agosto - Ivan Zemljanskij, scacchista russo
- 24 settembre - Melody Nosipho Niemann, attrice statunitense
- 24 novembre - Jaidyn Triplett, attrice e modella statunitense

## Morti
Ci sono circa 1 940 voci su persone morte nel 2010; vedi la pagina Morti nel 2010 per un elenco descrittivo o la categoria Morti nel 2010 per un indice alfabetico.

## Calendario
| Calendario 2010 | Calendario 2010 | Calendario 2010 | Calendario 2010 | Calendario 2010 | Calendario 2010 | Calendario 2010 | Calendario 2010 | Calendario 2010 | Calendario 2010 | Calendario 2010 | Calendario 2010 | Calendario 2010 | Calendario 2010 | Calendario 2010 | Calendario 2010 | Calendario 2010 | Calendario 2010 | Calendario 2010 | Calendario 2010 | Calendario 2010 | Calendario 2010 | Calendario 2010 | Calendario 2010 | Calendario 2010 | Calendario 2010 | Calendario 2010 | Calendario 2010 | Calendario 2010 | Calendario 2010 | Calendario 2010 | Calendario 2010 | Calendario 2010 |
| --------------- | --------------- | --------------- | --------------- | --------------- | --------------- | --------------- | --------------- | --------------- | --------------- | --------------- | --------------- | --------------- | --------------- | --------------- | --------------- | --------------- | --------------- | --------------- | --------------- | --------------- | --------------- | --------------- | --------------- | --------------- | --------------- | --------------- | --------------- | --------------- | --------------- | --------------- | --------------- | --------------- |
|                 | 1               | 2               | 3               | 4               | 5               | 6               | 7               | 8               | 9               | 10              | 11              | 12              | 13              | 14              | 15              | 16              | 17              | 18              | 19              | 20              | 21              | 22              | 23              | 24              | 25              | 26              | 27              | 28              | 29              | 30              | 31              |                 |
| Gennaio         | Ve              | Sa              | Do              | Lu              | Ma              | Me              | Gi              | Ve              | Sa              | Do              | Lu              | Ma              | Me              | Gi              | Ve              | Sa              | Do              | Lu              | Ma              | Me              | Gi              | Ve              | Sa              | Do              | Lu              | Ma              | Me              | Gi              | Ve              | Sa              | Do              |                 |
| Febbraio        | Lu              | Ma              | Me              | Gi              | Ve              | Sa              | Do              | Lu              | Ma              | Me              | Gi              | Ve              | Sa              | Do              | Lu              | Ma              | Me              | Gi              | Ve              | Sa              | Do              | Lu              | Ma              | Me              | Gi              | Ve              | Sa              | Do              |                 |                 |                 |                 |
| Marzo           | Lu              | Ma              | Me              | Gi              | Ve              | Sa              | Do              | Lu              | Ma              | Me              | Gi              | Ve              | Sa              | Do              | Lu              | Ma              | Me              | Gi              | Ve              | Sa              | Do              | Lu              | Ma              | Me              | Gi              | Ve              | Sa              | Do              | Lu              | Ma              | Me              |                 |
| Aprile          | Gi              | Ve              | Sa              | Do              | Lu              | Ma              | Me              | Gi              | Ve              | Sa              | Do              | Lu              | Ma              | Me              | Gi              | Ve              | Sa              | Do              | Lu              | Ma              | Me              | Gi              | Ve              | Sa              | Do              | Lu              | Ma              | Me              | Gi              | Ve              |                 |                 |
| Maggio          | Sa              | Do              | Lu              | Ma              | Me              | Gi              | Ve              | Sa              | Do              | Lu              | Ma              | Me              | Gi              | Ve              | Sa              | Do              | Lu              | Ma              | Me              | Gi              | Ve              | Sa              | Do              | Lu              | Ma              | Me              | Gi              | Ve              | Sa              | Do              | Lu              |                 |
| Giugno          | Ma              | Me              | Gi              | Ve              | Sa              | Do              | Lu              | Ma              | Me              | Gi              | Ve              | Sa              | Do              | Lu              | Ma              | Me              | Gi              | Ve              | Sa              | Do              | Lu              | Ma              | Me              | Gi              | Ve              | Sa              | Do              | Lu              | Ma              | Me              |                 |                 |
| Luglio          | Gi              | Ve              | Sa              | Do              | Lu              | Ma              | Me              | Gi              | Ve              | Sa              | Do              | Lu              | Ma              | Me              | Gi              | Ve              | Sa              | Do              | Lu              | Ma              | Me              | Gi              | Ve              | Sa              | Do              | Lu              | Ma              | Me              | Gi              | Ve              | Sa              |                 |
| Agosto          | Do              | Lu              | Ma              | Me              | Gi              | Ve              | Sa              | Do              | Lu              | Ma              | Me              | Gi              | Ve              | Sa              | Do              | Lu              | Ma              | Me              | Gi              | Ve              | Sa              | Do              | Lu              | Ma              | Me              | Gi              | Ve              | Sa              | Do              | Lu              | Ma              |                 |
| Settembre       | Me              | Gi              | Ve              | Sa              | Do              | Lu              | Ma              | Me              | Gi              | Ve              | Sa              | Do              | Lu              | Ma              | Me              | Gi              | Ve              | Sa              | Do              | Lu              | Ma              | Me              | Gi              | Ve              | Sa              | Do              | Lu              | Ma              | Me              | Gi              |                 |                 |
| Ottobre         | Ve              | Sa              | Do              | Lu              | Ma              | Me              | Gi              | Ve              | Sa              | Do              | Lu              | Ma              | Me              | Gi              | Ve              | Sa              | Do              | Lu              | Ma              | Me              | Gi              | Ve              | Sa              | Do              | Lu              | Ma              | Me              | Gi              | Ve              | Sa              | Do              |                 |
| Novembre        | Lu              | Ma              | Me              | Gi              | Ve              | Sa              | Do              | Lu              | Ma              | Me              | Gi              | Ve              | Sa              | Do              | Lu              | Ma              | Me              | Gi              | Ve              | Sa              | Do              | Lu              | Ma              | Me              | Gi              | Ve              | Sa              | Do              | Lu              | Ma              |                 |                 |
| Dicembre        | Me              | Gi              | Ve              | Sa              | Do              | Lu              | Ma              | Me              | Gi              | Ve              | Sa              | Do              | Lu              | Ma              | Me              | Gi              | Ve              | Sa              | Do              | Lu              | Ma              | Me              | Gi              | Ve              | Sa              | Do              | Lu              | Ma              | Me              | Gi              | Ve              |                 |

## Premi Nobel
In quest'anno sono stati conferiti i seguenti Premi Nobel:
- per la medicina: Robert Geoffrey Edwards (Regno Unito)
- per la chimica: Richard Heck, Ei-ichi Negishi e Akira Suzuki (USA, Cina, Giappone)
- per la fisica: Andrej Gejm e Konstantin Novosëlov (Russia)
- per la letteratura: Mario Vargas Llosa (Perù)
- per la pace: Liu Xiaobo (Cina)
- per l'economia: Peter Diamond, Dale Mortensen, Christopher A. Pissarides (USA, UK, Cipro)